# Rookwood, Sydney
Rookwood este o suburbie în Sydney, Australia.